# Вителли, Никколо
Никколо Вителли (1414,  Читта-ди-Кастелло — 1486, там же) — представитель дома Вителли, сеньор Читта-ди-Кастелло. Кондотьер. Отец кондотьеров Камилло, Паоло, Джованни и Джулио Вителли. Занимал важное место среди государственных деятелей XV века, действовавших в Папском государстве.

## Биография

### Ранние годы и амбиции
Родился в 1414 году в семье Джованни Вителли, купца из Читта-ди-Кастелло, и Маддалены деи Маркези ди Петриоло. В возрасте двух лет потерял отца и поступил на воспитание к своему дяде Вителлоццо, который настоял на том, чтобы племянник завершил обучение. Учился Никколо хорошо, во многом, благодаря своей великолепной памяти. Особенно ему нравились предметы истории и политики. Он получил хорошее образование, несмотря на постоянные ссылки из родного города, которым он подвергался из-за действий дяди Вителлоццо. Выучившись, в 1451 году Никколо поступил на службу претором во Флоренции, с января по июнь 1452 года трудился на этой должности в Перудже, с июня по декабрь того же года в Сиене, затем в Генуе и Сполето.
Вернувшись в Читта-ди-Кастелло, он занимал различные важные посты. Никколо был жадным и жестоким человеком. В 1463 году, во время службы в земельной палате Читта-ди-Кастелло, он обнаружил несколько земель, не внесенных в список, и в знак благодарности городские власти приняли решение продать ему эти земли за треть от их реальной стоимости. Однако Никколо не спешил оплачивать вышеупомянутые владения, о чём свидетельствует факт отсутствия документов о произведённых платежах, а прежние владельцы не протестовали по этому поводу из-за страха перед ним. Вот как описывает случившееся Джованни Музи, местный историк: «В 1463 году, когда Никколо Вителли трудился над новым кадастром, он обнаружил много земель, не зарезервированных за муниципалитетом, [...] в награду эти земли решили продать ему [...] а две трети их цены передали в качестве подарка. Вителли дал слово выплатить оставшуюся треть цены [...]. Однако ни подтверждения его слов, ни оплаты найти не удалось, отсюда мы видим мелочность [...] и алчность Никколо, разорившего столь много семей, не прибегнувших заявить об этом из страха».
Большие амбиции Никколо Вителли проявились после того, как римский папа Павел II назначил Лоренцо Джустини комиссаром Читта-ди-Кастелло. Никколо решил, что семья Фуччи поддержит его соперника Джустини, и спланировал против них заговор с некоторыми из самых доверенных людей. Заговорщики поджгли дом в центре города, ожидая, что представители семьи Фуччи прибегут тушить пожар, и тут-то они их всех перебьют. Однако в ту ночь Фуччи на пожар не явились, и Никколо велел своим людям идти прямо к домам противников. С 7 на 8 апреля 1468 года в городе была устроена настоящая резня. По приказу Никколо его люди убили восемь представителей дома Джустини и девять представителей дома Фуччи. Римский папа назначил нового комиссара, Лоренцо Дзане, который приказал Никколо отправиться в Рим для получения охранной грамоты. В случае отказа в охранной грамоте, тот должен был оставаться на расстоянии не менее восьмидесяти километров от родного города. Никколо не понравились приказы нового комиссара, которого он вынудил покинуть город со ста пятьюдесятью солдатами. Таким образом, Никколо взял под свой полный контроль Читта-ди-Кастелло, чем нанёс ущерб интересам сторонников Лоренцо Джустини, которые обратились за помощью к римскому папе Сиксту IV. Опасаясь возвращения своих соперников, Никколо немедленно начал работы по укреплению стен города, спроектированных архитектором Гаспарино ди Антонио Ломбардо. Его предположения оказались верными. 28 июня 1474 года римский папа послал в Умбрию кардинала Джулиано делла Ровере, который приступил к осаде города, державшего оборону под командованием Никколо в течение многих дней, прежде чем город пал, из-за начавшегося голода.
23 августа того же года понтифик послал парламентёра Федерико да Монтефельтро начать мирные переговоры с Никколо. Последний, интересы которого защищал Ферранте д’Арагона, король Неаполя, выдвинул условие сохранения ему жизни. Другая сторона хотела также, чтобы он покинул город и отправился к кардиналу Делла Ровере, а затем в Рим за прощением к римскому папе. Жители Читта-ди-Кастелло были объявлены мятежниками. Всё имущество Никколо было конфисковано, хотя он всё же получил тридцать тысяч флоринов компенсации. От него также потребовали находиться на расстоянии не менее двадцати пяти километров от границ города. Благодаря этому положению Никколо со всей своей семьей и другими изгнанниками переехал жить в Кастильон-Фьорентино. Вместо него новым правителем Читта-ди-Кастелло стал герцог Урбино. 4 декабря 1474 года Никколо Вителли отправился в Урбино за проверкой оценки своего имущества. На следующий день в Читта-ди-Кастелло прибыли папские буллы, запрещающие кому-либо иметь отношения с домом Вителли. Это никак не повлияло на решение Никколо вернуть себе власть в городе, что и произошло 18 октября 1475 года, когда с помощью флорентийцев большая группа сторонников Вителли вошла в город и начала осаду Дворца приоров. Полагая, что город находится в руках его сторонников, Никколо бросился в Умбрию, но по прибытии, вечером 19 октября, обнаружил, что Лоренцо Дзане укрылся в башне Дворца приоров. Он принял решение открыть огонь по укреплению, и тут ему сообщили о приближении к городу восьмитысячного войска противника во главе с Браччо Бальони. Никкола и сотня его солдат были вынуждены бежать. На этот раз наказание, назначенное для него, было более суровым. 26 октября Совет приоров с одобрения Дзане вынес Никколо смертный приговор, а также назначил цену за его голову. Затем епископ Сплита приказал повесить всех, кто поддерживал заговор Вителли, тем самым развязав кровавую бойню, во время которой многие горожане были повешены и обезглавлены. Однако и после этого Никколо всегда мог рассчитывать на примерно двенадцать сотен сторонников в родном городе.

### После заговора Пацци
Поворотный момент в пользу Никколо Вителли произошел в 1478 году, когда во Флоренции был составлен заговор Пацци против Медичи. Заговорщики опирались на поддержку римского папы Сикста IV, который отправил своё войско в Тоскану. В папской армии были и отряды из Читта-ди-Кастелло во главе с Лоренцо Джустини. Когда заговор провалился, Джустини едва удалось бежать из Флоренции, а Николло Вителли был назначен комиссаром флорентийцев. 11 августа 1478 года он подошёл к Читта-ди-Кастелло во главе примерно трёх тысяч пехотинцев и начал осаду. Герцог Урбино, руководивший городом, предложил мир флорентийцам, которые приняли его условия, и Никколо пришлось отступить. Он снова осадил Читта-ди-Кастелло в 1479 году. Во обоих случаях обороной города командовал Джустини. 19 июня 1482 года Никколо наконец удалось войти в Читта-ди-Кастелло, и 28 октября того же года он объявил своего  соперника Лоренцо Джустини мятежником и изгнал его из города, вместе с семьёй и его сторонниками.
30 ноября во Дворце приоров Никколо Вителли был провозглашён сеньором Читта-ди-Кастелло с подтверждённым правом наследования титула по мужской линии. Но Джустини не желал сдаваться и 11 сентября 1483 года предпринял попытку наступления на город. Он разбил лагерь со своими людьми на холме Сант-Анджело-ди-Корцано, недалеко от города, но ночью был застигнут врасплох отрядами во главе с Камилло, Джованни и Паоло Вителли, сыновьями Никколо. Первые двое заманили Джустини в ловушку, а третий предпринял лобовую атаку. Джустини сбежал, оставив много трофеев. На Рождество 1483 года, после ареста Камилло Вителли в Челальбе, деревушке близ города Сан-Джустино, Никколо поспешил освободить сына и приготовился к осаде Челальбы, но, несмотря на все попытки прорвать сопротивление папских отрядов пап, ничего не добился и вскоре был вынужден вернуться в Читта-ди-Кастелло из-за сильного снегопада и приближения Лоренцо Джустини во главе многочисленного войска.
Никколо обеспечил политическую стабильность своим владениям, начав переговоры с Флоренцией и Римом. С флорентийцами он договорился о том, что в случае нападения оба города окажут друг другу военную поддержку. Кроме того, стороны договорились ежегодно обмениваться чиновниками и солдатами. Миру с Римом содействовали действия короля Неаполя Ферранте I, который вторгся в Папское государства с огромной армией и тем самым побудил дом Колонна выступить против римского папы Сикста IV, который, в свою очередь, 3 мая 1484 года заключил мир с Читта-ди-Кастелло. Понтифик вынудил Никколо согласиться на его условия и отправить своих сыновей Вителлоццо, Камилло и Паоло на службу в папскую армию, в то время как Джованни был отправлен на службу к венецианцам. В свою очередь, Никколо Вителли добился восстановления некоторых из своих прежних прав. 16 августа 1484 года в соборе Святого Флорида, в присутствии епископа Бартоломео Мараски, представители домов Вителли и Фуччи обнялись, таким образом, засвидетельствовав о прекращении распрей в Читта-ди-Кастелло. Дочери Никколо были выданы замуж за представителей домов Фуччи и Буфалини. Однако стремление Фуччи к абсолютному господству над Читта-ди-Кастелло не прошло. В 1485 году провалилась их попытка вернуть себе господство в городе. В итоге Фуччи были отправлены в изгнание по подозрению в участии в заговоре.
Никколо Вителли умер 6 января 1486 года. Двумя днями ранее он единогласно был провозглашен «отцом нации». Панихида по сеньору Читта-ди-Кастелло прошла в церкви Святого Доминика, а останки похоронили в другом храме города — церкви Святого Франциска.

## Брак и потомство
В браке Никколо Вителли и Пантасилеи Абокателли родились восемь детей. Сыновья Джованни, Камилло, Паоло и Вителлоццо стали кондотьерами, а Джулио кондотьером и епископом Читта-ди-Кастелло, обеспечив влияние семьи в регионе. Дочери — Анна была замужем за Пьерджентиле Фуччи и Маддалена была замужем за Джан Пьеро Буфалини.